# Pieczęć stanowa Nowego Meksyku

Pieczęć stanowa Nowego Meksyku

Pieczęć stanową Nowego Meksyku wzorowano na pieczęci zalążka stanu jakim było Terytorium Nowego Meksyku. Różni się tylko datą 1912, gdy został przyjęty do USA jako czterdziesty siódmy stan. Wcześniej była to data MDCCCL (1850 r.), kiedy powstało Terytorium oraz nazwą Wielka Pieczęć Terytorium Nowego Meksyku zastąpioną Wielka Pieczęć Stanu Nowy Meksyk.
Przedstawia dwa orły: Ten na pierwszym planie to nieznacznie przerobione godło Meksyku. Siedzi na kaktusie i pożera węża. Zanim, większy, dominujący bielik amerykański trzymający w szponach strzały. Symbolizują szacunek dla historii, tradycji, kultury i autonomii stanu. Na straży tych wartości stoją władze federalne. Poniżej dewiza: Crescit Eundo (Rosnąc idąc). Wymyślił ją w 1882 roku sekretarz Terytorium W.G. Ritch. Pięć lat później, oficjalnie przyjęta.